# Gerald Vizenor

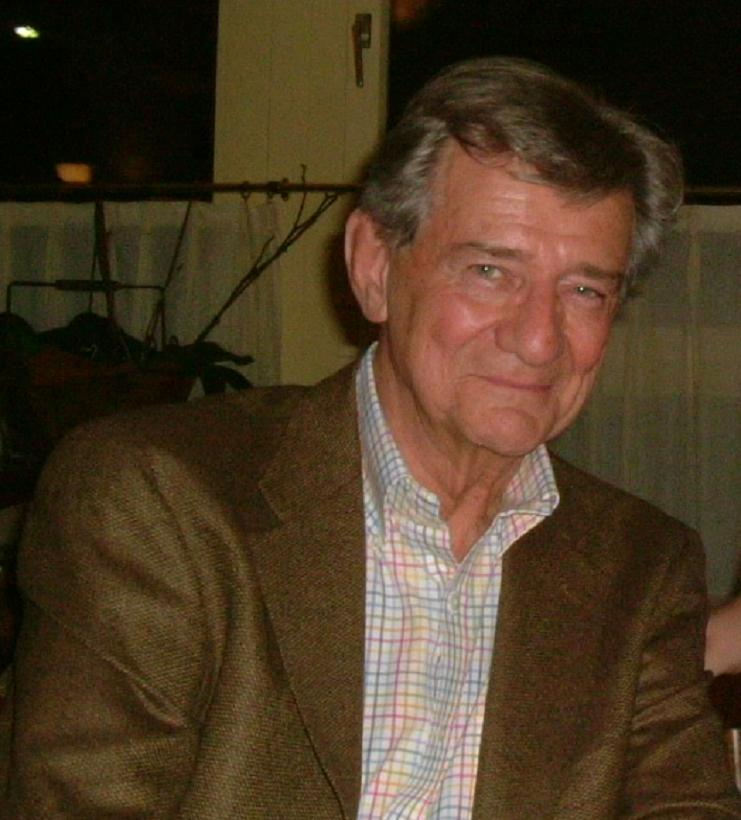
Gerald Vizenor

Gerald Robert Vizenor (* 22. Oktober 1934 in Minneapolis, Minnesota) ist ein indianisch-amerikanischer Schriftsteller und Hochschullehrer.

## Leben
Vizenor ist Angehöriger des Chippewa-Stammes in Minnesota.
Von 1978 bis 1985 war er Professor für American Indian Studies an der University of Minnesota. Später übernahm er eine Professur an der University of California, Berkeley. Heute ist er Professor für Amerikanische Studien an der University of New Mexico in Albuquerque.

## Werk
In seinen Gedichten (meist in Haiku-Form) und Romanen greift er das Naturverständnis, die Mythen und auch das Alltagsverständnis seines Stammes auf.

### Lyrik (Auswahl)
- Poems born in the wind (1960)
- Seventeen chirps (1964)

### Romane (Auswahl)
- Darkness in Saint Louis Bearheart (1978), ISBN 0916562204
- The trickster of liberty (1988), ISBN 0816616299
- The heirs of Columbus (1991), ISBN 0819552410